# واندا فيجن
واندا فيجن (بالإنجليزية: WandaVision) هو مسلسل تلفزيوني أمريكي قصير من إنتاج جاك شايفر لخدمة البث ديزني+، مقتبس من قصص مارفل المصورة، ويدور حول شخصيتي واندا ماكسيموف/الساحرة القرمزية وفيجن. وهو أول مسلسل تلفزيوني في عالم مارفل السينمائي (MCU) من إنتاج استوديوهات مارفل، يشارك الإستمرارية مع أفلام السلسلة، وتدور أحداثه بعد أحداث فيلم المنتقمون: نهاية اللعبة (2019). يتتبع المسلسل حياة واندا ماكسيموف وفيجن المثالية في ضواحي مدينة ويستفيو، نيو جيرسي، حتى يبدأ واقعهما بالتحول عبر عقود مختلفة وتنكشف أسرار غامضة. شغلت شايفر منصب الكاتبة الرئيسية للمسلسل، و أخرجه مات شاكمان.يعيد كل من إليزابيث أولسن وبول بيتاني تمثيل دوريهما كشخصيتي واندا وفيجن من سلسلة الأفلام، ويشارك في بطولته أيضًا ديبرا جو روب، فريد ميلاميد، كاثرين هان، تيونا باريس، راندال بارك، كات دينينغز، وإيفان بيترز.
بحلول سبتمبر 2018، كانت استوديوهات مارفل تُطوّر عددًا من المسلسلات المحدودة لمنصة ديزني+، مُركّزة على شخصيات داعمة من أفلام عالم مارفل السينمائي، مثل واندا وفيجن، مع عودة أولسن وبيتاني. عُيّنت شايفر في يناير 2019، وأُعلن رسميًا عن المسلسل في أبريل من ذلك العام، وانضمّ شاكمان في أغسطس. استخدم الإنتاج ديكورات وأزياء وتأثيرات مُلائمة للعصر لإعادة ابتكار أنماط المسلسلات الكوميدية المُختلفة التي يُكرّمها المسلسل. بدأ التصوير في أتلانتا، جورجيا، في نوفمبر 2019، قبل أن يتوقف الإنتاج في مارس 2020 بسبب جائحة كوفيد-19. استؤنف الإنتاج في لوس أنجلوس في سبتمبر 2020، وانتهى في نوفمبر من ذلك العام.
عُرض مسلسل واندا فيجن بأول حلقتين في 15 يناير 2021، استمر لتسع حلقات، وانتهى في 5 مارس. يُعدّ هذا المسلسل الأول، وبداية المرحلة الرابعة من عالم مارفل السينمائي. حظي المسلسل بإشادة النقاد لتقديره للمسلسلات الكوميدية السابقة ولأداء طاقمه، وخاصةً أولسن وبيتاني وهان، على الرغم من وجود انتقادات للحلقة الأخيرة. نوقش المسلسل على نطاق واسع وحلله المعجبون بناءً على نظريات شائعة مختلفة، وكذلك من قبل المعلقين لاستكشافه للحزن والحنين إلى الماضي.
حصد المسلسل العديد من الجوائز، بما في ذلك 23 ترشيحًا لجائزة إيمي برايم تايم، وفاز بثلاثة منها. أعادت أولسن تمثيل دورها في فيلم دكتور سترينج في الأكوان المتعددة المجنونة (2022)، الذي يكمل قصة واندا من واندا فيجن، بينما عُرض المسلسل الفرعي أجاثا طوال الوقت لأول مرة في سبتمبر 2024 ويركز على أجاثا هاركنس التي تؤديها هان. ومن المقرر إصدار مسلسل فرعي آخر يركز على فيجن يمثله بيتاني "رحلة فيجن"، في عام 2026.

## ملخص
بعد ثلاثة أسابيع من أحداث فيلم المنتقمون: نهاية اللعبة (2019)، تعيش واندا ماكسيموف وفيجن حياةً هادئةً في ضواحي مدينة ويستفيو بولاية نيو جيرسي، محاولين إخفاء هويتهما الحقيقية. ومع تغير محيطهما عبر عقودٍ مختلفة، ومواجهتهما لأنماطٍ تلفزيونيةٍ مُختلفة، يشكّ الزوجان في أن الأمور ليست كما تبدو عليه.

## الممثلون و الشخصيات
- إليزابيث أولسن بدور واندا ماكسيموف / الساحرة القرمزية: منتقمة قادرة على تسخير سحر الفوضى، والانخراط في التخاطر والتحريك الذهني، وتغيير الواقع.
- بول بيتاني بدور فيجن: إنسان آلي ومنتقم سابق، صُمم باستخدام الذكاء الاصطناعي جارفيس وأولترون، بالإضافة إلى حجر العقل، الذي قُتل في فيلم المنتقمون: الحرب اللانهائية (2018). يُجسد بيتاني نسخة جديدة من الشخصية التي ابتكرتها واندا في واقعها، من جزء حجر العقل الذي يعيش فيها، والذي يُجسد حزنها وأملها وحبها. يؤدي بيتاني أيضًا دور الشخصية الأصلية، المعروفة باسم "فيجن الأبيض" أو "فيجن"، الذي يُعاد تجميعه وتنشيطه بواسطة "منطمة سورد" تتميز هذه النسخة بمظهرها الأبيض بالكامل، على غرار شخصية القصص المصورة التي أُعيد إحياؤها بجسد أبيض بالكامل، بلا ذكريات أو مشاعر.
- ديبرا جو روب بدور شارون ديفيس: من سكان ويستفيو وزوجة تود، التي تلعب دور "السيدة هارت" في مسلسل واندا فيجن الخيالي.
- فريد ميلاميد بدور تود ديفيس: من سكان ويستفيو وزوج شارون، الذي يلعب دور "آرثر هارت"، رئيس فيجن، في مسلسل واندا فيجن الخيالي.
- كاثرين هان بدور أغاثا هاركنس: ساحرة تتنكر في هيئة "أغنيس"، جارة واندا وفيجن الفضولية في المسلسل الكوميدي الخيالي "واندا فيجن" التي صنعته واندا.
- تيونا باريس بدور مونيكا رامبو: ابنة طيارة سلاح الجو ماريا رامبو، وكابتن في منظمة سورد، التي تُعرّف عن نفسها في المسلسل الكوميدي الخيالي واندافيجن باسم "جيرالدين". تحصل على قوة خارقة بعد امتصاصها لطاقة الهكس فأصبحت البطلة المعروفة "فوتون".
- راندال بارك بدور جيمي وو: عميل في مكتب التحقيقات الفيدرالي يعمل مع منظمة سورد وكان سابقًا ضابط الإفراج المشروط لسكوت لانغ / الرجل النملة.
- كات دينينغز بدور دارسي لويس: عالمة فيزياء فلكية تعمل مع منظمة سورد، وكانت قد تدربت سابقًا لدى جين فوستر، وصادقت ثور.
- إيفان بيترز بدور رالف بونر: مقيم في ويستفيو تحت سيطرة أغاثا، متنكر في زي بيترو شقيق واندا التوأم المتوفى، والذي جسّده آرون تايلور جونسون في أفلام مارفل السينمائية السابقة.

## الحلقات
| ر. الإجمالي | العنوان                                    | المخرج     | الكاتب                          | تاريخ العرض الأصلي |
| --- | ------------------------------------------ | ---------- | ------------------------------- | ------------------ |
| 1 | «"تم تصويره أمام جمهور الاستوديو المباشر"» | مات شاكمان | جاك شايفر                       | 15 يناير 2021      |
| ينتقل الزوجان واندا ماكسيموف وفيجن حديثي الزواج إلى بلدة ويستفيو في أجواء بالأبيض والأسود تُذكرنا بالمسلسلات الكوميدية الكلاسيكية من الخمسينيات والستينيات. يحاولان الاندماج مع بعضهما البعض على الرغم من كون فيجن إنسانًا آليًا وتمتع واندا بقدرات التحريك الذهني وتشويه الواقع. في أحد الأيام، يلاحظان رسم قلب على تقويمهما، لكنهما لا يستطيعان تذكر المناسبة. بينما يذهب فيجن إلى عمله في شركة الخدمات الحاسوبية، تقرر واندا أن القلب يمثل ذكرى زواجهما. تُعرّف جارتهما أغنيس نفسها على واندا وتساعدها في الاستعداد للاحتفال بتلك الليلة. يُذهل فيجن زملاءه في العمل بسرعته، لكنه غير متأكد مما تفعله شركته بالفعل. يتم تذكيره بأن القلب يمثل خططًا له ولواندا لاستضافة رئيسه، السيد هارت، وزوجته على العشاء. يكافح واندا وفيجن لإخفاء قدراتهما أثناء تحضير عشاء في اللحظة الأخيرة. أثناء استجواب واندا وفيجن، يختنق السيد هارت بطعامه ويستخدم فيجن قدراته لإنقاذه. كل هذا يحدث في المسلسل الكوميدي الخيالي واندافيجن الذي يشاهده شخص ما على شاشة التلفزيون. |                                            |            |                                 |                    |
| 2 | «"لا تلمس هذا القرص"»                      | مات شاكمان | جريتشن إندرز                    | 15 يناير 2021      |
| في أجواء الستينيات، يسمع واندا وفيجن أصواتًا غريبة خارج منزلهما. يستعدان لعرضهما السحري لعرض مواهب في الحي. تقضي واندا وأغنيس اليوم مع لجنة التخطيط للبرنامج، بقيادة دوتي، ويحضر فيجن اجتماعًا لحراسة الحي، حيث يبتلع عن طريق الخطأ بعض العلكة. تصادق واندا جارة أخرى، جيرالدين، وتلاحظ المزيد من الأشياء الغريبة: طائرة هليكوبتر لعبة صفراء وحمراء في عالمهم الأبيض والأسود؛ صوت على الراديو يبدو أنه يتحدث إليها؛ وبقعة دم حمراء. بفضل العلكة العالقة في آلياته الداخلية، يبدو فيجن وكأنه ثمل في عرض المواهب ويكشف علنًا عن قدراته. تستخدم واندا قدراتها الخاصة لجعل الأمر يبدو وكأنه خدع سحرية بسيطة وتصلح فيجن بإزالة العلكة. يعودان إلى المنزل، وتصبح واندا حاملًا بشكل واضح. عندما يريان مربي نحل غريبًا يخرج من فتحة تصريف في شارعهما، تعيد واندا ضبط واقعهما إلى ما قبل ظهور الشخصية. يتغير المشهد إلى الألوان الكاملة مع انتقاله إلى السبعينيات. |                                            |            |                                 |                    |
| 3 | «الآن بالألوان»                            | مات شاكمان | ميغان ماكدونال                  | 22 يناير 2021      |
| في أجواء السبعينيات، يقول الدكتور نيلسون إن واندا حامل في شهرها الرابع وأن كل شيء على ما يرام قبل أن يغادر لقضاء عطلة مع زوجته. وبينما يرافق فيجن نيلسون إلى الخارج ، يرى جاره هيرب يقطع جدارهم دون علمه. يرسم واندا وفيجن غرفة أطفال بينما يتناقشان حول تسمية طفلهما قبل أن يصل حمل واندا إلى ستة أشهر. عندما تبدأ الانقباضات، تبدأ قدراتها في تحريك الأشياء في المنزل وفي النهاية إيقاف تشغيل الطاقة في المدينة بأكملها. تصل جيرالدين وتساعد واندا في ولادة التوأم بيلي وتومي. يمسك فيجن أغنيس وهيرب يتحدثان في الخارج. يتحدثان عن جيرالدين، التي وصلت للتو إلى المدينة وليس لديها منزل أو عائلة. في الداخل، تستجوب واندا جيرالدين بعد أن كشفت الأخيرة أنها تعرف أن ألترون قتل بيترو شقيق واندا التوأم. تلاحظ واندا أن جيرالدين ترتدي قلادة عليها شعار سيف. عندما يعود فيجن، تكون جيرالدين قد رحلت. خارج ويستفيو، تخرج جيرالدين من خلال جدار من الطاقة ويحيط بها وكلاء S.W.O.R.D.                                                                      |                                            |            |                                 |                    |
| 4 | «"نحن نقاطع هذا البرنامج"»                 | مات شاكمان | بوباك اسفارجاني وميجان ماكدونيل | 29 يناير 2021      |
| تعود الكابتن مونيكا رامبو، عميلة S.W.O.R.D، إلى الحياة بعد حادثة "التفكك" لتجد والدتها ماريا قد توفيت بالسرطان. بعد ثلاثة أسابيع، تعود رامبو إلى العمل، ويرسلها القائم بأعمال المدير تايلر هايوارد لمساعدة عميل مكتب التحقيقات الفيدرالي جيمي وو في قضية اختفاء في ويستفيو، نيو جيرسي. يكتشفان حقلًا إشعاعيًا مغناطيسيًا سداسي الشكل يحيط بالمدينة، حيث تُسحب رامبو إليه. في غضون 24 ساعة، تُنشئ S.W.O.R.D قاعدة حول المدينة وتُرسل طائرات بدون طيار وعميلًا للتحقيق. تدرس الدكتورة دارسي لويس الظاهرة وتكتشف إشارات بث المسلسل الكوميدي "واندا فيجن". يستخدمان هذه الإشارات لمراقبة الأحداث داخل المدينة، ويكتشفان أن سكانًا حقيقيين قد تم اختيارهم في المسلسل، ويشاهدان رامبو تظهر باسم "جيرالدين". يحاول لويس ووو استخدام الراديو للاتصال بواندا دون جدوى. عندما تذكر رامبو أولترون، تُخرجها واندا من المدينة. ثم ترى واندا فيجن يظهر مؤقتًا كما كان عندما مات، قبل أن تستقر مرة أخرى في حياتها الكوميدية معه.                                                  |                                            |            |                                 |                    |
| 5 | «"في حلقة خاصة جدًا..."»                    | مات شاكمان | بيتر كاميرون وماكنزي دوهر       | 5 فبراير 2021      |
| في أجواء الثمانينيات وأوائل التسعينيات، يكافح واندا وفيجن لمنع بيلي وتومي من البكاء. تعرض أغنيس المساعدة في رعاية الأولاد، لكن فيجن يشكك في سلوكها. يُقاطع هو وواندا عندما يصل بيلي وتومي فجأة إلى سن الخامسة. عندما يظهر كلب في منزلهم، يطلب الأولاد الاحتفاظ به وتقترح أغنيس اسم سباركي. تكاد واندا تكشف قدراتها لأغنيس، فيما يتعلق بفيجن، بينما يصل الأولاد إلى سن العاشرة مرة أخرى. في العمل، يقرأ فيجن بريدًا إلكترونيًا من S.W.O.R.D. يكشف عن الوضع في ويستفيو. يخترق أحد عقول سكان ويستفيو الحقيقيين ويعلم أن واندا تسيطر على المدينة. يرسل S.W.O.R.D. طائرة بدون طيار من الثمانينيات إلى ويستفيو مما يتسبب في هروب سباركي. يأمر هايوارد باستخدام الطائرة بدون طيار قتل واندا، لكنها تخرج من الحاجز بها وتحذر هايوارد بتركها وشأنها. تجد أغنيس سباركي ميتًا. يواجه فيجن واندا بشأن أفعالها، لكنهما يُقاطعان بوصول "بيترو". أثناء مشاهدة البث، تلاحظ لويس أن بييترو قد أُعيدَت صياغته.                                                                    |                                            |            |                                 |                    |
| 6 | «"عيد الهالوين الجديد كليًا والمرعب!"»      | مات شاكمان | تشاك هايوارد وبيتر كاميرون      | 12 فبراير 2021     |
| في أجواء أواخر التسعينيات وأوائل الألفية الثانية، ترغب واندا في قضاء أول عيد هالوين لتومي وبيلي معًا كعائلة، لكن فيجن يخبرها أنه سيجوب الشوارع مع حراس الحي. يعرض "بيترو" دور الأب ويأخذ الصبية في رحلة خدعة أم حلوى، مسببًا الأذى بسرعته الفائقة التي ورثها تومي. في هذه الأثناء، يستكشف فيجن مكان أبعد من منزلهم ويجد سكان ويستفيو متجمدين في أماكنهم، بمن فيهم أغنيس. يتحدث فيجن إلى شخصية أغنيس الحقيقية فتخبره أنه مات. خارج ويستفيو، يأمر هايوارد رامبو ولويس ووو بمغادرة القاعدة لمعارضتهم قراره بمهاجمة واندا، لكنهم يتسللون إلى الداخل ويخترقون جهاز الكمبيوتر الخاص به ليكتشفوا أنه كان يتتبع إشارة فيبرانيوم فيجن. يحاول فيجن اختراق جدار الطاقة، لكنه يبدأ بالتفكك. يستشعر بيلي هذا الأمر بقواه التخاطرية، ويُخبر واندا، التي تُوسّع الجدار السداسي الطاقوي. يُحيط الحد الجديد بفيجن ولويس وعدد من عملاء S.W.O.R.D. |                                            |            |                                 |                    |
| 7 | «"كسر الجدار الرابع"»                      | مات شاكمان | كاميرون سكويرز                  | 19 فبراير 2021     |
| في أجواء منتصف إلى أواخر العقد الأول من القرن الحادي والعشرين، قررت واندا قضاء يوم بمفردها ووافقت أغنيس على رعاية تومي وبيلي. رأت واندا أجزاء مختلفة من منزلها تتغير باستمرار ولم تتمكن من السيطرة عليها. استيقظ فيجن ليجد عملاء S.W.O.R.D. داخل الحدود أصبحوا الآن أعضاء في سيرك. أطلق سراح لويس من التعويذة وأخبرت فيجن عن وفاته والأحداث التي أدت إلى الوضع الحالي. خارج ويستفيو، التقت رامبو ووو بأفراد S.W.O.R.D. المخلصين وحصلوا على مركبة مصممة لعبور الحاجز. عندما ثبت فشل التكتيك، قررت رامبو الدخول بنفسها. مرت عبر الجدار الثابت وخرجت برؤية تبدو معززة. واجهت رامبو واندا، لكن أغنيس طلبت من رامبو المغادرة وأخذت واندا إلى منزلها. بحثت واندا عن الأولاد في الطابق السفلي واكتشفت وكرًا غريبًا. تقدم أغنيس نفسها على أنها ساحرة تدعى أجاثا هاركنس وتكشف أنها كانت تعطل حياة واندا، بما في ذلك إرسال محتال باسم "بييترو" وقتل سباركي. |                                            |            |                                 |                    |
| 8 | «"سابقا في"»                               | مات شاكمان | لورا دوني                       | 26 فبراير 2021     |
| في سالم عام 1693، حاولت مجموعة من الساحرات بقيادة إيفانورا، والدة أغاثا، إعدامها لممارستها السحر الأسود، لكنها استنزفت قوى حياتهن. في الحاضر، تطالب أغاثا بمعرفة كيف تسيطر واندا على ويستفيو، وتُجبر واندا على استعادة ذكريات مهمة. تكتشف أغاثا أن واندا تمتلك قدرات سحرية منذ صغرها، وقد عززها حجر العقل، وأنها لطالما استمتعت بالمسلسلات الكوميدية. بعد الومضة (التفكك)، زارت واندا S.W.O.R.D لاستعادة جثة فيجن، لكن هايوارد رفض السماح لها بدفنه. ولأنها لم تعد تشعر بأي حياة في فيجن، قادت سيارتها إلى قطعة أرض في ويستفيو اشتراها لها قبل وفاته ليعيشا هناك معًا. في نوبة حزن، جسّدت منزلًا في الأرض ونسخة جديدة من فيجن، ومدّت السحر ليشمل المدينة بأكملها. تستنتج أغاثا أن واندا تمتلك نوعًا أسطوريًا من السحر يُسمى سحر الفوضى، وتلقبها بـ "الساحرة القرمزية". في مشهد منتصف الاعتمادات، يقوم هايوورد بإعادة تنشيط "فيجن"، الجسم الأصلي الذي تم إعادة تجميعه بالكامل باللون الأبيض.                                                                      |                                            |            |                                 |                    |
| 9 | «الحلقة الأخيرة»                           | مات شاكمان | جرين جودفري                     | 5 مارس 2021        |
| تحاول أغاثا انتزاع سحر الفوضى من واندا، لكن "فيجن الابيض" يقاطعها ويحاول قتلها. يتدخل فيجن ويقاتله في جميع أنحاء ويستفيو. تُحرر أغاثا سكان المدينة من سيطرة واندا، ويقنعونها بفتح الحاجز. تتوقف عندما يبدأ "فيجن" والتوأم بالتفكك، ولكن ليس قبل دخول هايوارد ومنطمة سورد. تعلم رامبو أن "بيترو" ممثل يُدعى رالف بونر، فتحرره من سيطرة أغاثا، قبل أن تساعد التوأم على إيقاف المنطمة. يهرب فيجن الابيض بعد أن استرجع له فيجن ذكرياته. تضع واندا رونات سحرية حول الحاجز تمنع أغاثا من استخدام السحر، وتُحاصرها في شخصية "أغنيس". تُودع واندا فيجن والتوأم قبل أن تُدمر السحر وتختبئ. في مشهدٍ بين شارة النهاية، يُعتقل هايوارد، بينما تُبلغ سكرول رامبو أن صديقا لوالدتها يرغب في لقائها. في مشهدٍ بعد شارة النهاية، تسمع واندا التوأمين يستغيثان طلبًا للمساعدة أثناء دراستها لكتاب داركهولد في هيئتها النجمية. |                                            |            |                                 |                    |

## الاستقبال

### عدد المشاهدات
كان مسلسل واندا فيجن هو المسلسل الأكثر مشاهدة على ديزني+ في عطلة نهاية الأسبوع الافتتاحية، قبل الموسم الثاني من الماندالوري، حتى أعلنت ديزني+ أن العرض الأول لمسلسل الفالكون وجندي الشتاء قد تجاوزه في مارس 2021.